# Globe planétaire

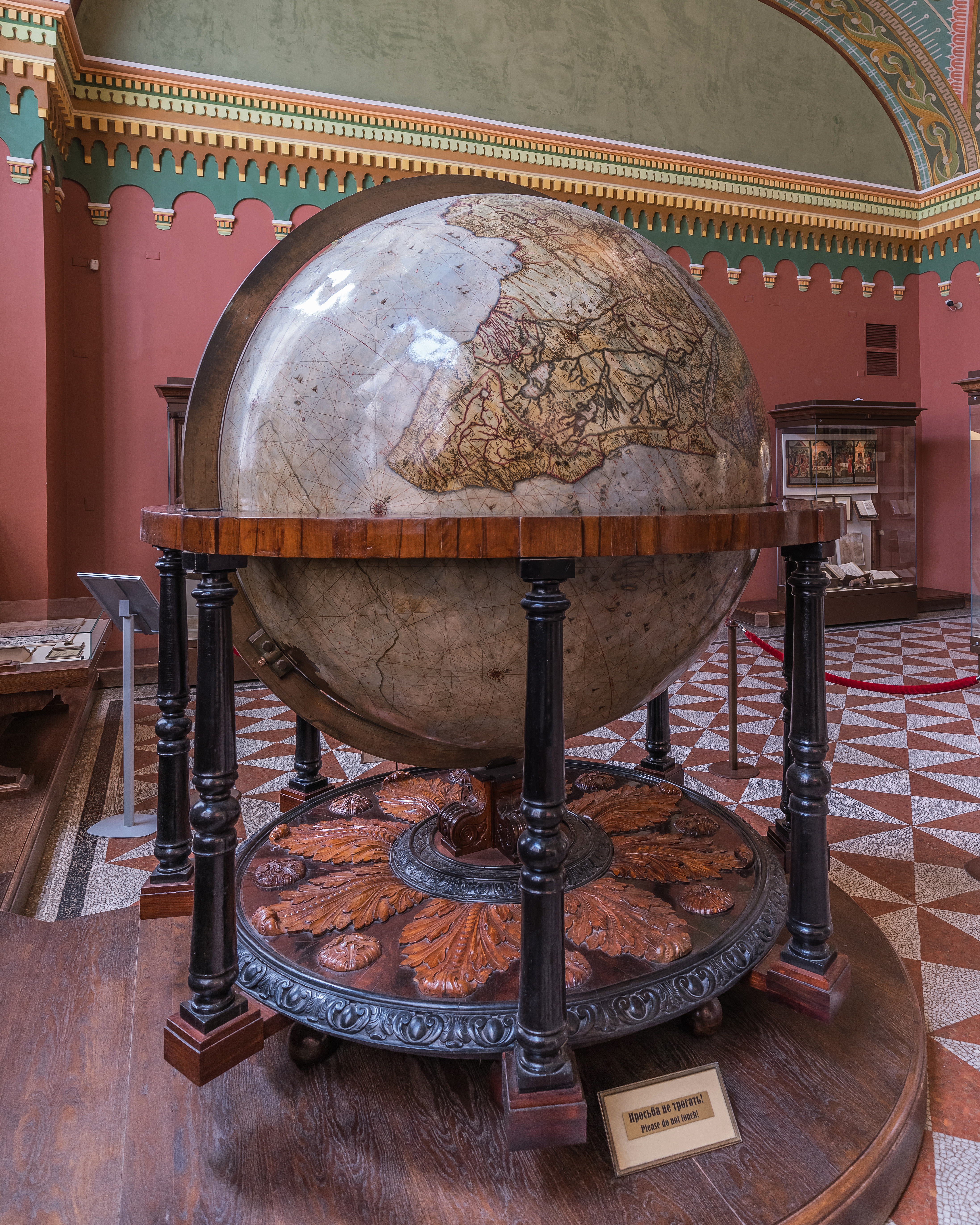
Le globe de Blaeu, réalisé au XVIIe siècle par le cartographe hollandais Willem Blaeu (Musée historique d'État de Moscou).

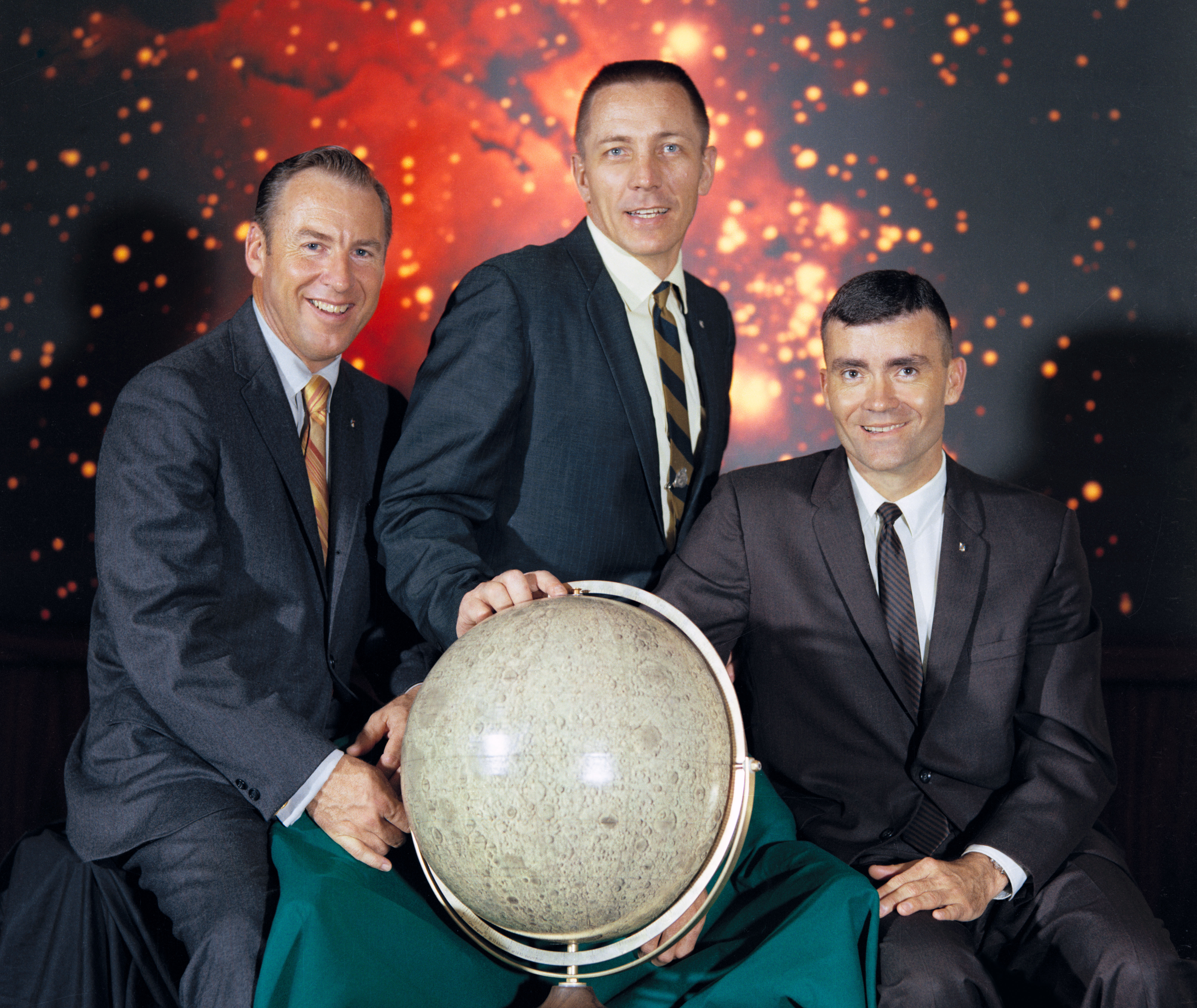
Jim Lovell, Jack Swigert, et Fred Haise (astronautes de la NASA, l'équipage d'Apollo 13), avec un globe lunaire.

Un globe planétaire est une représentation réduite et en trois dimensions, d'un corps céleste approximativement sphérique comme une planète, une étoile, un satellite naturel (globe lunaire, par exemple), et en particulier la Terre (globe terrestre). Il peut également s'agir d'une représentation sphérique du ciel et des étoiles, à l'exclusion du soleil, de la Lune et des planètes en raison de leurs positions relatives variables ; cependant, l'« orbite » du Soleil est indiquée : c'est un globe céleste. On parle ainsi de « paire de globes » incluant un terrestre et un céleste.
Les globes terrestres sont la seule représentation géographique de la Terre qui ne présente pas de distorsion géométrique. Les sphères comme la Terre sont cartographiées sur une surface plane en utilisant une projection cartographique qui présente inévitablement une distorsion. Ces projections peuvent conserver soit les angles, soit les surfaces. L'échelle de représentation d'un globe terrestre est typiquement de l'ordre de 1/40 millionième.
La Terre est évidemment la planète la plus représentée, mais des globes du Soleil, de la Lune existent. Des globes ont été réalisés pour d'autres corps célestes, y compris pour des corps célestes fictifs.
Le plus ancien globe terrestre parvenu jusqu'à nous est le globe du cartographe allemand Martin Behaim (vers 1492). Le château de Petworth House expose également un globe original d'Emery Molyneux.
Un globe planétaire est généralement monté sur un axe incliné. Pour plus de commodité, l'inclinaison de la présentation est conforme à celle l'axe de rotation de la planète vis-à-vis de son soleil. Ceci permet de visualiser facilement les jours et les saisons.
Parfois le globe présente un relief figurant la topographie ; dans le cas de la Terre, les élévations sont accentuées, sans quoi elles seraient difficilement décelables.
Outre l'aspect purement décoratif, les globes sont à l'origine des instruments de travail pour les navigateurs et les astronomes, notamment. Ils deviennent rapidement des outils pédagogiques et ornent traditionnellement les salles de classe des écoles primaires. Les Allemands ont même produit dès l'extrême fin du XVIIIe siècle des globes muets, sans aucune légende, afin d'interroger les élèves.